# Okamejei powelli
Okamejei powelli es una especie de pez de la familia de los Rajidae en el orden de los Rajiformes.

## Morfología
Los machos pueden llegar a alcanzar los 21 cm de longitud total y las hembras 22.

## Reproducción
Es ovíparo y las hembras ponen huevos envueltos en una cápsula córnea.

## Hábitat
Es un pez de mar y de Clima tropical y demersal que vive entre 122–244 m de profundidad.

## Distribución geográfica
Se encuentra en el Océano Índico: el Golfo de Adén, la costa de Travancore (la India) y el Golfo de Martaban.

## Observaciones
Es inofensivo para los humanos.